# ترسمور
ترسمور (به لاتین: Thórsmörk) یک کوه در ایسلند است که در Rangárþing eystra واقع شده‌است.